# Luitpold Popp
Luitpold Popp (* 7. März 1893 in Nürnberg; † 30. August 1968), auch „Poidl“ gerufen, war ein deutscher Fußballspieler.

## Karriere

### Vereine
Popp begann 17-jährig beim FC Pfeil Nürnberg mit dem Fußballspielen, bevor er 1917 vom 1. FC Nürnberg verpflichtet wurde. In den vom Süddeutschen Fußball-Verband organisierten Meisterschaften bestritt er im Ostkreis, ab der Saison 1919/20 in der Kreisliga Nordbayern, ab der Saison 1923/24 in der leistungsdichteren und nicht in Kreisligen unterteilten Bezirksliga Bayern, ab der Saison 1927/28 erneut in der Gruppe Nordbayern, Punktspiele.
Von 1933 bis 1935 spielte er in der Gauliga Bayern, in einer von zunächst 16, später auf 23 aufgestockten Gauligen zur Zeit des Nationalsozialismus als einheitlich höchste Spielklasse im Deutschen Reich.
Während seiner 18 Jahre währenden Vereinszugehörigkeit – er bestritt 870 Pflichtspiele – gewann er zahlreiche regionale Meisterschaften, da er einer Mannschaft angehörte, die mehr als ein Jahrzehnt Dominanz ausstrahlte. Zu seinen größten sportlichen Erfolgen zählen die vier deutschen Meisterschaften, wobei er in allen vier Endspielen mitwirkte.
Der Tabakliebhaber vermochte das am 6. August 1922 notwendig gewordene Wiederholungs-Endspiel – das Finale am 18. Juni 1922 hatte gegen den Hamburger SV nach dem 2:2-Unentschieden n. V. keinen Sieger hervorgebracht und wurde wegen einbrechender Dunkelheit nach 189 Minuten abgebrochen – durch einen Schwächeanfall bedingt, nicht zu Ende zu spielen. Da bereits nach dem Feldverweis von Heinrich Träg in der 100. Minute und dem verletzungsbedingten Ausscheiden von Anton Kugler nur noch sieben der acht zulässigen Spieler dem 1. FC Nürnberg zur Verfügung standen, brach Schiedsrichter Peco Bauwens das Spiel ab. Der zum Meister erklärte Hamburger SV verzichtete jedoch auf den Titel.
Sein letztes Endspiel um die Deutsche Meisterschaft bestritt er 41-jährig am 24. Juni 1934 gegen den FC Schalke 04; der „Club“ verlor jedoch mit 1:2 durch die beiden späten Tore von Fritz Szepan (88.) und Ernst Kuzorra (90.).

### Nationalmannschaft
Popp bestritt für die A-Nationalmannschaft fünf Länderspiele und erzielte ein Tor. Sein Debüt gab er am 24. Oktober 1920 in Berlin beim 1:0-Sieg über die Nationalmannschaft Ungarns. Bereits in seinem zweiten Länderspiel am 5. Mai 1921 in Dresden, beim 3:3-Unentschieden gegen die Nationalmannschaft Österreichs, erzielte er mit dem Treffer zum 1:0 in der sechsten Minute sein einziges Tor. Sein letztes Spiel als Nationalspieler endete ebenfalls 3:3 unentschieden; in seiner Geburtsstadt war die Nationalmannschaft Schwedens zu Gast.

## Erfolge
- Deutscher Meister 1920, 1921, 1925, 1927
- Gaumeister Bayern 1934
- Süddeutscher Meister 1918, 1920, 1921, 1924, 1927, 1929
- Bezirksmeister Bayern 1924, 1925, 1927
- Nordbayerischer Meister 1920, 1921, 1922, 1929, 1932, 1933
- Ostkreismeister 1918

## Sonstiges
Nach dem Ende des Zweiten Weltkriegs zog Popp nach Wolnzach in den oberbayerischen Landkreis Pfaffenhofen an der Ilm, weil er dort ein Haus geerbt hatte. Am 30. August 1968 starb er bei einem Autounfall. Der 1. FC Nürnberg hat zu Saisonbeginn 2006/07 als erster Bundesligaverein 35 Stadionblöcke seines Stadions nach berühmten und verdienten Spielern benannt; der Block 41 wurde nach Luitpold Popp benannt.